# جبهة (عسكرية)

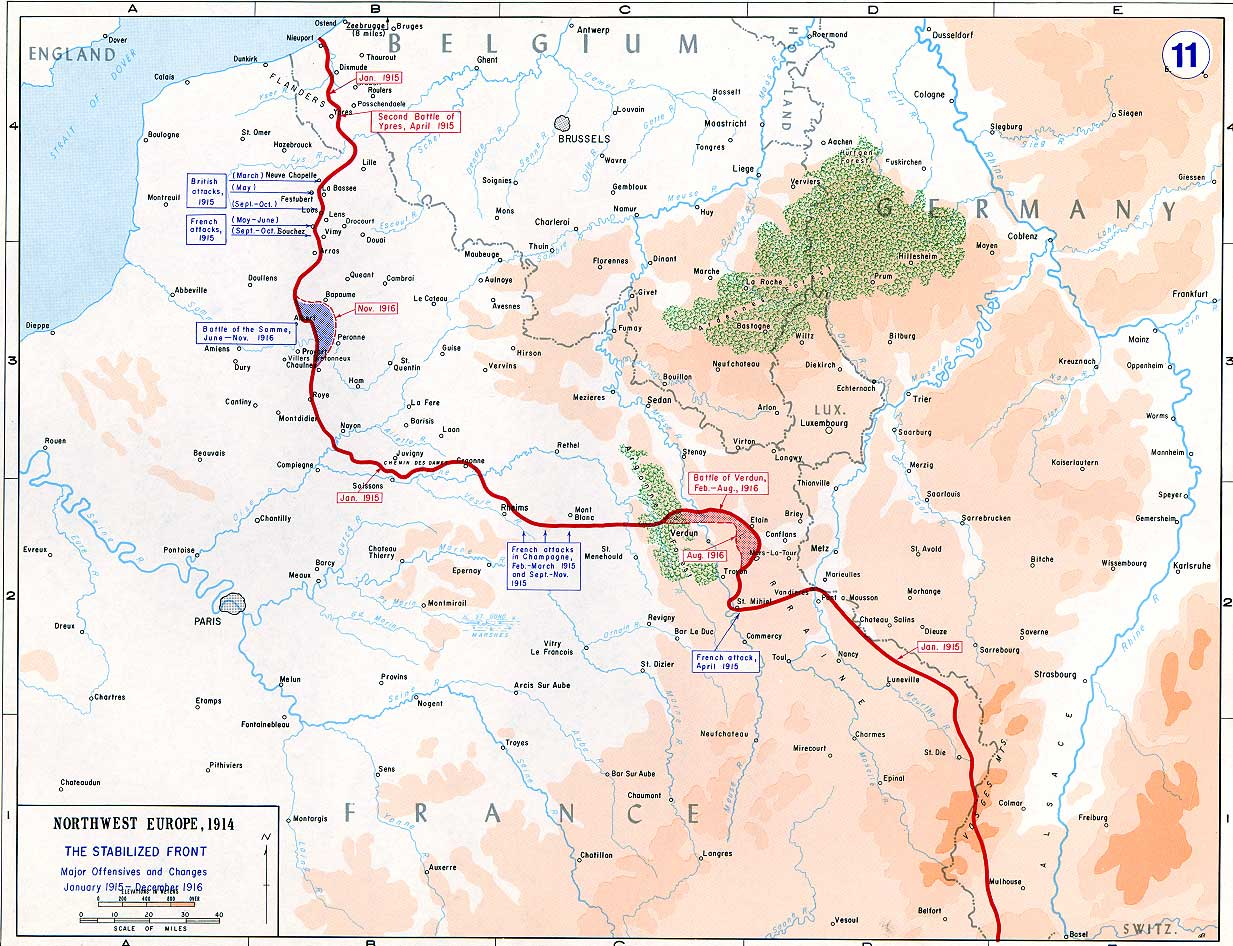
الجبهة الغربية في 1915 - 1916

الجبهة العسكرية أو جبهة القتال هي حدود تشهد نزاعًا مسلحًا بين قوتين متصارعتين. ويمكن أن تكون هذه الجبهة تخطيطية أو تصل إلى مسرح للقتال. ومن الأمثلة النموذجية على الجبهات العسكرية الجبهة الغربية في فرنسا وبلجيكا أثناء الحرب العالمية الأولى.
- لقد اُستخدِم مصطلح «الجبهة الداخلية» للتعبير عن الظروف التي يشهدها القطاع المدني داخل البلاد أثناء الحرب، ويشمل ذلك مَن يعملون في إنتاج العتاد العسكري.
- استخدم كلٌ من الجيشين السوفيتي والبولندي مصطلح «الجبهة» للإشارة إلى مجموعة جيوش أثناء الحرب البولندية السوفيتية والحرب العالمية الثانية.
- استخدم الألمان مصطلح «مدينة الجبهة» أثناء تراجعهم، الذي استمر طويلاً من موسكو/ستالينجراد، للإشارة إلى المراكز المدنية التي صار متنازَعًا عليها بين القوات المتصارعة. ووصف المدن بهذا المصطلح أسفر عن تغييرات إدارية (تمثلت بشكل أساسي في فرض القانون العسكري). وقد أُشير إلى هذا المصطلح مرات قليلة في فيلم السقوط.
- يستخدم الجنود أو الموظفون مصطلح «نُقِل إلى الجبهة» عادةً عندما يتغير عملهم عن الأنشطة الأخرى.